# Aaron Brodski
Aaron Brodski (în idiș ‏אהרון בראָדסקי‎‏‎‏‎ — Arn Brodschi, în rusă Арн Бродский, transliterat: Arn Brodski; n. 10 august 1878, Dubăsari, gubernia Herson, Imperiul Rus – d. 28 august 1925, Buenos Aires, Argentina) a fost un evreu transnistrean, dramaturg, prozator și poet argentinian de limbă idiș.

## Biografie
S-a născut în târgul Dubăsari din ținutul Tiraspol, gubernia Herson, Imperiul Rus (actualmente în Transnistria, Republica Moldova). A studiat la heder. A rămas orfan devreme și a devenit ucenic la un tâmplar. În 1903 sau 1904 a emigrat în Argentina, unde a lucrat într-un atelier de fabricare a centurilor. 
A debutat cu povești și poezii în 1908, ulterior, a început să publice periodic în presa argentiniană în idiș, în ziarele Avangard și Yidishe tsaytung („Ziarul evreiesc”). În curând, însă, s-a concentrat pe dramă. Piesa sa צװישן צװײ פֿײַערן („Între două focuri”) a fost pusă în scenă la Buenos Aires în 1916, iar în 1921 au fost puse în scenă trei dintre piesele sale: בוענאָס-אײַרעסער קינדער (Buenos aireser kinder / Copiii Buenos-Aires-ului”) în patru acte și două piese dintr-un act: שיפֿספֿרײַנט („Tovarășul de călătorie pe corabie”) și די לעצטע זינד („Ultimul păcat”).
În 1919, poveștile sale au fost incluse în antologia אױף די ברעגן פֿון לאַ פּלאַטאַ (Af di bregn fun la plata / „Pe malurile La Platei”). Romanul אין שאָטן פֿון ליבע (In shotn fun libe / „În umbra iubirii”) a fost publicat în Yidishe tsaytung.
O colecție de lucrări selectate, care a inclus două povești și piese de teatru, inclusiv piesele neterminate Tamara și vodevilul într-un singur act, Surname-Glick („Fericirea familiei”), a fost publicată postum în 1925.